# العلاقات السودانية الدومينيكانية
العلاقات السودانية الدومينيكانية هي العلاقات الثنائية التي تجمع بين السودان وجمهورية الدومينيكان.

## مقارنة بين البلدين
هذه مقارنة عامة ومرجعية للدولتين:
| وجه المقارنة                                              | السودان                     | جمهورية الدومينيكان |
| --------------------------------------------------------- | --------------------------- | ------------------- |
| المساحة (كم2)                                             | 1.89 مليون                  | 48.67 ألف           |
| عدد السكان (نسمة)                                         | 40.53 مليون                 | 10.40 مليون         |
| الكثافة السكانية (ن./كم²)                                 | 21.44                       | 213.68              |
| العاصمة                                                   | الخرطوم                     | سانتو دومينغو       |
| اللغة الرسمية                                             | اللغة العربية، لغة إنجليزية | اللغة الإسبانية     |
| العملة                                                    | جنيه سوداني                 | بيزو دومنيكاني      |
| الناتج المحلي الإجمالي (بليون دولار)                      | 117.49 مليار                | 75.93 مليار         |
| الناتج المحلي الإجمالي (تعادل القوة الشرائية) بليون دولار | 176.55 مليار                | 149.89 مليار        |
| الناتج المحلي الإجمالي الاسمي للفرد دولار أمريكي          | 2.41 ألف                    | 6.47 ألف            |
| الناتج المحلي الإجمالي للفرد دولار أمريكي                 | 4.07 ألف                    | 13.26 ألف           |
| مؤشر التنمية البشرية                                      | 0.479                       | 0.715               |
| رمز المكالمات الدولي                                      | +249                        | +1809، +1829، +1849 |
| رمز الإنترنت                                              | سودان                       | .do                 |
| المنطقة الزمنية                                           | ت ع م+03:00، ت ع م+02:00    | 00                  |

## منظمات دولية مشتركة
يشترك البلدان في عضوية مجموعة من المنظمات الدولية، منها:
| علم المنظمة | اسم المنظمة                                 | تاريخ انضمام السودان | تاريخ انضمام جمهورية الدومينيكان |
| ----------- | ------------------------------------------- | -------------------- | -------------------------------- |
|             | الاتحاد البريدي العالمي                     | ?                    | ?                                |
|             | يونسكو                                      | 26 نوفمبر 1956       | 4 نوفمبر 1946                    |
|             | البنك الدولي للإنشاء والتعمير               | 5 سبتمبر 1957        | 18 سبتمبر 1961                   |
|             | وكالة ضمان الاستثمار متعدد الأطراف          | 7 نوفمبر 1991        | 7 مارس 1997                      |
|             | منظمة الشرطة الجنائية الدولية               | ?                    | ?                                |
|             | مؤسسة التمويل الدولية                       | 21 أكتوبر 1960       | 31 أكتوبر 1961                   |
|             | الأمم المتحدة                               | 12 نوفمبر 1956       | 24 أكتوبر 1945                   |
|             | مجموعة دول أفريقيا والكاريبي والمحيط الهادئ | ?                    | ?                                |
|             | مؤسسة التنمية الدولية                       | 24 سبتمبر 1960       | 16 نوفمبر 1962                   |
|             | منظمة حظر الأسلحة الكيميائية                | ?                    | ?                                |

## وصلات خارجية
- موقع وزارة الخارجية السودانية